# Gilba
Gilba is een Belgische historisch merk van fietsen en motorfietsen.
Deze werden gemaakt door F. Gantois & Fils, gevestigd in Beaumont.
Dit bedrijf produceerde voor de Tweede Wereldoorlog fietsen met de merknamen "Gilba", "Renova", "Le Sportif" en "Reine Beaumontoise". Na de oorlog werden de namen Gilba en Renova ook gebruikt als merknaam voor bromfietsen met 50cc-VAP-motortjes. Vanaf eind jaren veertig werden ook motorfietsjes geassembleerd waarvoor frames werden aangekocht voor 100cc- en 125cc-inbouwmotoren van Sachs.